# Jarkoïe
 (février 2013).
Un jarkoïé (en russe : жаркое, qui signifie également « rôti ») est un ragoût ukrainien et russe mijoté au four.

## Historique
Dans la Russie du XIXe siècle, un repas était composé de deux plats : une soupe et un jarkoïe.
Quand plusieurs services étaient prévus au menu, le dernier était le jarkoïe fait de volaille ou de gibier. Une salade servait d’accompagnement.
La viande de jeunes animaux contenant énormément d’eau, il était recommandé de la faire bouillir afin qu’elle soit plus consistante. Il était interdit d’ajouter du sel, pour laisser mijoter la viande dans son jus, que le sel aurait absorbé. Finalement, la viande était presque réduite d’un tiers : l’eau et sa graisse avaient disparu.[pas clair]